# Холл, Дензел
Дензел Холл (нидерл. Denzel Hall; род. 22 мая 2001, Роттердам, Южная Голландия) — нидерландский футболист, защитник английского клуба «Ротерем Юнайтед».

## Клубная карьера
Холл — воспитанник клуба «Фейеноорд». В феврале 2019 года подписал с клубом свой первый профессиональный контракт. 23 января 2022 года в поединке против НЕК дебютировал в Эредивизи. Летом того же года для получения игровой практики Холл на правах аренды перешёл в АДО Ден Хааг. 5 августа дебютировал за клуб в матче Эрстедивизи против «Хераклеса».
31 июля 2023 года перешёл в «Херенвен», подписав с клубом четырёхлетний контракт.
Летом 2025 года стал игроком английского клуба «Ротерем Юнайтед», подписав трёхлетний контракт до середины 2028 года.